# Самозатенение
Самозатенение (англ. Self-shadowing) — термин в трёхмерной компьютерной графике, который характеризирует систему освещения и затенения в рендерере. Если рендерер или графический движок поддерживает самозатенение, то это значит, что какой-либо трёхмерный объект может динамически отбрасывать тень на самого себя. Например, при включенном самозатенении и определённом положении источника света рука модели человека может отбрасывать тень на туловище этой же модели.
Самозатенение является стандартной возможностью рендереров в современных трёхмерных графических редакторах, а также встречается в большинстве современных трёхмерных графических движков. Одним из первых движков с поддержкой попиксельного освещения и самозатенения был id Tech 4, разработанный американской компанией id Software и впервые использованный в шутере от первого лица Doom 3 2004 года выпуска.

## Внешние ссылки
- Kris Garrein. Real-time Shadowing Techniques (англ.). DevMaster.net (6 октября 2003). Дата обращения: 9 мая 2009. Архивировано 31 марта 2012 года.
- Gerald Schröcker. Self Shadowing (англ.) (21 марта 2002). Дата обращения: 9 мая 2009. Архивировано из оригинала 31 марта 2012 года.